# Dobriczka (gmina)
Dobriczka (bułg. Община Добричка) – gmina w północno-wschodniej Bułgarii Centrum administracyjnym gminy jest miasto Dobricz, które nie należy do gminy.

## Miejscowości
Miejscowości wchodzące w skład gminy Dobriczka:
- Ałcek (bułg.: Aлцек),
- Batowo (bułg.: Батово),
- Bdinci (bułg.: Бдинци),
- Benkowski (bułg.: Бенковски),
- Bogdan (bułg.: Богдан),
- Bożurowo (bułg.: Божурово),
- Braniszte (bułg.: Бранище),
- Carewec (bułg.: Царевец),
- Chitowo (bułg.: Хитово),
- Czerna (bułg.: Черна),
- Debrene (bułg.: Дебрене),
- Dobrewo (bułg.: Добрево),
- Dolina (bułg.: Долина),
- Donczewo (bułg.: Дончево),
- Draganowo (bułg.: Драганово),
- Drjanowec (bułg.: Дряновец),
- Enewo (bułg.: Енево),
- Fełdfebeł Djankowo (bułg.: Фелдфебел Дянково),
- Generał Kolewo (bułg.: Генерал Колево),
- Geszanowo (bułg.: Гешаново),
- Kamen (bułg.: Камен),
- Karapelit (bułg.: Карапелит),
- Kotlenci (bułg.: Котленци),
- Kozłodujci (bułg.: Козлодуйци),
- Kragulewo (bułg.: Крагулево),
- Laskowo (bułg.: Лясково),
- Łomnica (bułg.: Ломница),
- Łowczanci (bułg.: Ловчанци),
- Małka Smołnica (bułg.: Малка Смолница),
- Medowo (bułg.: Медово),
- Metodiewo (bułg.: Методиево),
- Miładinowci (bułg.: Миладиновци),
- Nowo Botewo (bułg.: Ново Ботево),
- Odrinci (bułg.: Одринци),
- Odyrci (bułg.: Одърци),
- Opanec (bułg.: Опанец),
- Orłowa mogiła (bułg.: Орлова могила),
- Owczarowo (bułg.: Овчарово),
- Paskalewo (bułg.: Паскалево),
- Pczelino (bułg.: Пчелино),
- Pczełnik (bułg.: Пчелник),
- Płaczidoł (bułg.: Плачидол),
- Pobeda (bułg.: Победа),
- Podsłon (bułg.: Подслон),
- Połkownik Iwanowo (bułg.: Полковник Иваново),
- Połkownik Minkowo (bułg.: Полковник Минково),
- Połkownik Swesztarowo (bułg.: Полковник Свещарово),
- Popgrigorowo (bułg.: Попгригорово),
- Prilep (bułg.: Прилеп),
- Primorci (bułg.: Приморци),
- Rosenowo (bułg.: Росеново),
- Samuiłowo (bułg.: Самуилово),
- Sliwenci (bułg.: Сливенци),
- Sławeewo (bułg.: Славеево),
- Smołnica (bułg.: Смолница),
- Sokołnik (bułg.: Соколник),
- Stefan Karadża (bułg.: Стефан Караджа),
- Stefanowo (bułg.: Стефаново),
- Stożer (bułg.: Стожер),
- Swoboda (bułg.: Свобода),
- Tjanewo (bułg.: Тянево),
- Wedrina (bułg.: Ведрина),
- Władimirowo (bułg.: Владимирово),
- Wodnjanci (bułg.: Воднянци),
- Wraczanci (bułg.: Врачанци),
- Wratarite (bułg.: Вратарите),
- Złatija (bułg.: Златия),
- Żitnica (bułg.: Житница).